# Barbara Krott
Barbara Elisabeth Krott (* vor 1976 in Walsum) ist eine deutsche Theaterleiterin, Bühnen- und Kostümbildnerin.
Nach dem Abitur absolvierte Krott ein Malersaalpraktikum am Schauspielhaus Bochum und studierte an der Akademie der Bildenden Künste München Szenenbild und Kostüm. Es folgten feste Engagements im Schauspiel und Musiktheater unter anderem bei den Bad Hersfelder Festspielen und den Wuppertaler Bühnen. 1976 wurde Barbara Krott Freiberuflerin und  übernahm  seitdem Ausstattungen für das Schillertheater Berlin, das Alte Schauspielhaus Stuttgart, die Oper Halle, das Volkstheater Rostock, das Landestheater Tübingen, das Grenzlandtheater Aachen, die bremer shakespeare company und die Burgfestspiele Bad Vilbel. Für das Fernsehsendungen des WDR war sie auch als Ausstatterin tätig. 1991 gründete sie das seitdem auch von ihr geleitete  interkulturelle Wupper-Theater in Wuppertal.

## Auszeichnungen und Ehrungen
- 2019: Bundesverdienstkreuz am Bande[1]